# Fernando de Noronha
3°51′S 32°25′V / 3.850°S 32.417°V
Fernando de Noronha er en brasiliansk øgruppe, der består af 21 mindre øer
af vulkansk oprindelse. Øerne er med på UNESCOs Verdensarvsliste. 
Øgruppen er beliggende i Atlanterhavet cirka 360 km nordøst for Kap Sao Roque. Hovedøen, som har givet navn
til øgruppen, har et areal på 18,4 km² og et indbyggertal på 2.801 (2007).
Hovedbyen hedder Vila dos Remédios og ligger på den nordøstlige del af øen.
I 1988 udlagde man ca. 70% af øerne som naturreservat.
Indbyggerne kaldes noronhense.

## Historie
Det er uklart hvem, der helt præcist så øerne første gang. Imidlertid ligger det fast, at den første der beskrev
øerne var Amerigo Vespucci. Øerne blev overdraget til Fernao de Loronha af Dom Manuel I ved et dekret 
af 16. februar 1504.
Fra 1534 til 1737 var øerne besat af henholdsvis englænderne, franskmændene og 
hollænderne.
Selvom øerne ved lov af 24. september 1700, var blevet lagt ind under kronen og var blevet en del af
lenet Pernambuco, var det først i 1737, at 250 politifolk officielt overtog øen. For at forebygge 
yderligere invasioner, besluttedes det at befæste øen og forterne Nossa Senhora dos Remedios, Nossa Senhora de 
Conceicao og Santo Antonio blev opført. Og i 1739 blev der yderligere opført to forter: Sao Joao Batista dos 
Dois Irmaos og Sao Joaquim do Sueste. I 1772 opførtes kirken Nossa Senhora dos Remedios.
I slutningen af det 18. århundrede kom de første fanger til øen, hvilket bevirkede, at øens profil blev ændret,
da man for at forhindre flygtede fanger i at kunne gemme sig, ryddede vegetationen og fældede en stor del af øens 
træer.
Ved en lov i 1755 besluttedes det, at den portugisiske koloni Angola, skulle yde en årlig sum af
4.000.000 real. Denne betaling stod på indtil Angolas uafhængighed i 1975.
I 1817 under den pernambucanske opstand, blev øens fanger sendt tilbage til fastlandet og i 1822 tog
Pernambuco kontrol over øerne og lagde administrationen ind under krigsministeren. Øerne forblev en del af
Pernambuco indtil 1877 hvor Brasiliens justitsministerium overtog kontrollen.
Efter Brasilien var blevet en republik i 1889 overgik kontrollen med øerne nok engang til Pernambuco, som
i 1897 tog kontrol med øens fangelejr og omdannede den til statsfængsel. Et fængsel som den brasilianske stat
i 1938 købte for 2.000.000 real, herefter blev fængslet brugt som politisk fængsel og straffekoloni.
I 1942 blev øgruppen omdannet til et føderalt territorium. På grund af en aftale mellem
Brasilien og USA var der i perioden 1942 – 1945 udstationeret amerikanske soldater på øerne. og i perioden
1957 – 1962 opererede NASA en satellit sporingsstation på øen.
Øerne blev administreret af den	brasilianske hær indtil 1981, af luftvåbenet indtil 1986 og af forsvarskommandoen
indtil 1987. Det meste af øernes infrastruktur stammer fra denne periode.
Mellem 1987 og 1988 blev øerne administreret af det brasilianske indenrigsministerium, hvorefter territoriet overgik til
Pernambuco, hvor det har status af statsligt distrikt (Distrito Estadual).
I marts 1996 blev der for første gang afholdt valg til distriktsrådet.

## Geografi
Øgruppen er den synlige del af en undersøisk bjergkæde, der strækker sig 800 m ned i havet og består af 21 større og mindre øer og 
klipperev.
Hovedøen, der har givet navn til hele øgruppen, udgør 91% af det samlede areal, hvor resten primært udgøres af øerne: Rata, Sela Gineta, 
Cabeluda, Sao Jose, Leao og Viuva. 
Geologiske studier indikerer, at øerne blev formet for ca. 2.000.000 år siden.

### Klima
Klimaet er tropisk, med 2 sæsoner: Regnsæsonen der strækker sig fra januar til august og den tørre sæson resten af året. 
|                      | Jan  | Feb  | Mar   | Apr   | Maj   | Jun  | Jul  | Aug  | Sep  | Okt | Nov  | Dec  | Middel |
| -------------------- | ---- | ---- | ----- | ----- | ----- | ---- | ---- | ---- | ---- | --- | ---- | ---- | ------ |
| Max. temperatur(°C)  | 30   | 30   | 30    | 29    | 29    | 29   | 28   | 28   | 29   | 29  | 30   | 30   | 29,3   |
| Min. temperatur(°C)  | 25   | 25   | 25    | 25    | 25    | 25   | 24   | 24   | 24   | 25  | 25   | 25   | 24,8   |
| Middeltemperatur(°C) | 27,5 | 27,5 | 27,5  | 27    | 27    | 27   | 26   | 26   | 26,5 | 27  | 27,5 | 27,5 | 27     |
| Nedbør (mm)          | 37,7 | 65,3 | 105,8 | 199,7 | 121,9 | 83,6 | 76,8 | 37,6 | 11,5 | 9,0 | 5,8  | 6,3  | 63,4   |

### Flora
Landvegetationen består primært af klatreplanter, buske og nogle få træarter. Blandt buskene finder man bl.a. kapersplanter og klatreplanten burra leiteira.
Af træer finde man en del frugttræer, der er blevet introduceret på øerne, deriblandt papaya, banan og guava
Vandvegetationen er relativt begrænset i vandet omkring Fernando de Noronha. En grund til dette menes at være, at vandstrømmene omkring øerne er varme strømme, der bærer en begrænset mængde organisk materiale med sig.

### Fauna
Som det ofte ses på isolerede øgrupper, udgøres Landdyrene for størstedelens vedkommende af forskellige fuglearter, mens antallet af hvirveldyr er begrænset.
På grund af øernes geografiske placering, langt fra fastlandet og midt i den sydækvatoriale havstrøm er der et rigt havdyreliv, således er der registreret 168 arter af bløddyr og 72 arter af krebsdyr. Derudover findes der en stor mængde fisk i farvandet.

## Økonomi
Øernes økonomi baseres i dag på turisme. Og BNI per indbygger ligger på 9.495 real.
| Type     | Værdi (tusind real) |
| -------- | ------------------- |
| Landbrug | 383                 |
| Industri | 3.927               |
| Service  | 15.135              |